# Rimmel
Rimmel (Rimmel London) — британський бренд косметики. Материнська компанія — Coty, Inc. Став відомим завдяки своїй туші для вій.

## Історія
Свою історію компанія розпочала у Лондоні у 1834 році. Бренд започаткував Гіацинт Марс Ріммель, але своєї відомості він набув за часів керування сина Юджена. Саме він і став творцем найвідомішої туші . У Європі Rimmel набув слави другої назви туші для вій і досі використовується багатьма брендами для визначення даного продукту.
Зараз до лінійки Rimmel London входять також помади та ополіскувачі для рота. 
Бренд представлений у 47 країнах світу: Аргентина, Австралія, Австрія, Бахрейн, Білорусь, Бельгія, Болгарія, Канада, Китай, Хорватія, Чехія, Данія, Естонія, Фінляндія, Франція, Німеччина, Угорщина, Індія, Індонезія, Ірландія, Ізраїль, Італія, Японія, Латвія, Литва, Ліван, Мальта, Мексика, Нідерланди, Норвегія, Польща, Португалія, Катар, Румунія, Росія, Саудівська Аравія, Словаччина, Південна Африка, Південна Корея, Іспанія, Туреччина, Ліван, Об'єднані Арабські Емірати, Велика Британія, Україна, Греції та США.

## Визнання
Обличчями Rimmel були британські моделі Кейт Мосс, Лілі Коул, Кара Делевінь, співачки Софі Елліс-Бекстор та Ріта Ора , а також американська дизайнерка Джорджія Джаггер. 